# Puchar ligi w polskiej piłce nożnej
Puchar ligi w polskiej piłce nożnej (wcześniej pod nazwami Puchar Ligi i Puchar Ligi Polskiej, od 2006 jako Puchar Ekstraklasy) – cykliczne rozgrywki piłkarskie, przeprowadzane systemem pucharowym, organizowane nieregularnie w latach 1952, 1977–1978 i 1999–2002 przez Polski Związek Piłki Nożnej (PZPN), a w latach 2006–2009 przez Ekstraklasę SA, w których uczestniczyć mogą polskie klubowe drużyny ligowe (najczęściej wyłącznie ekstraklasowe, rzadziej II poziomu rozgrywkowego).
Nazwy pucharu ligi w Polsce:
- Puchar Zlotu Młodych Przodowników (1952)
- Puchar Ligi (1977–78)
- Puchar Ligi Polskiej (1999–2002)
- Puchar Ekstraklasy (2006–2009)

## Historia

### Puchar Zlotu Młodych Przodowników
Pierwszym pucharem ligi były rozgrywki o Puchar Zlotu Młodych Przodowników. Do życia powołało je Prezydium Sekcji Piłki Nożnej GKKF (organ zastępujący ówcześnie PZPN) 1 kwietnia 1952, z myślą o wszystkich 12 klubach ówczesnej I ligi. Idea przewodnia jego narodzin bezpośrednio związana była z udziałem narodowej reprezentacji Polski w piłkarskim turnieju Igrzysk Olimpijskich Helsinki'1952. Najlepsi rodzimi futboliści zostali powołani do kadry na tę imprezę, więc dla pozostałych postanowiono stworzyć nowe rozgrywki. Czasu było sporo, bowiem liga miała wystartować dopiero 17 sierpnia 1952, czyli po powrocie Biało-czerwonych z Finlandii.
Najpierw 12 drużyn walczyło systemem ligowym w dwóch równorzędnych 6-zespołowych grupach o awans do turnieju finałowego, który miano zorganizować w dniach 20-22 lipca 1952 w Warszawie.
W finale Pucharu - przeprowadzonym 20 lipca 1952 na warszawskim Stadionie Wojska Polskiego - spotkali się zwycięzcy obydwu grup, a Wawel Kraków pokonał Cracovię 5:1 (2:0). Odbyły się wówczas również spotkania o 3. miejsce (między drugimi ekipami w swoich grupach) oraz 5. lokatę (między drużynami z 3 miejsc w obydwu grupach).

### Puchar Ligi
Wzrost popularności piłki nożnej w Polsce - mający miejsce od przełomu lat 60. i 70., a spowodowany niezłymi wynikami reprezentacji oraz rodzimych klubów w europejskich pucharach - leżał u podstaw koncepcji dziennikarzy redakcji "Sportu", którzy wiosną 1977 rozpropagowali ideę zorganizowania rozgrywek o Puchar Ligi. Do realizacji pomysłu udało się nakłonić władze PZPN, rozgrywki miały więc charakter oficjalny. Przystąpiło do nich wszystkie 16 klubów ówczesnej ekstraklasy. Inauguracyjne spotkania pierwszej edycji odbyły się 27 maja 1977 - zaledwie dwa dni po ostatniej ligowej kolejce. Po trzech tygodniach impreza dobiegła końca, zostając zwieńczoną 18 czerwca 1977 finałem na Stadionie Miejskim w Częstochowie. Rywalem wicemistrza kraju łódzkiego Widzewa został beniaminek Odra Opole, nieoczekiwanie okazując się lepszym 3:1. W nagrodę opolan czekał występ w europejskich pucharach (w Pucharze UEFA).
Niestety, mimo starań obydwu organizatorów, premierowa edycja nie zdobyła sobie zbyt dużej popularności. Z całą pewnością wpływ na taki stan rzeczy miało podejście samych klubów. Trenerzy najczęściej desygnowali do gry rezerwowe składy, toteż większość meczów stała na niskim poziomie. Fakt ów przekładał się z kolei bezpośrednio na frekwencję na trybunach. U podstaw takiego podejścia leżał z pewnością dość niefortunny termin imprezy - tuż po zakończeniu "właściwego" sezonu, który dodatkowo przedłużał go o prawie miesiąc. Piłkarze mieli więc skrócone o połowę wakacje, bowiem nowy sezon ligowy startował już 20 lipca 1977.
Wobec powyższego, w 1978 futbolowa centrala nie zdecydowała się objąć patronatu nad kolejną edycją (przez co miała ona charakter nieoficjalny), zezwoliła jednak redakcji Sportu na jej samodzielne przeprowadzenie. Po raz kolejny udział zaproponowano wszystkim 16 klubom ówczesnej ekstraklasy, jednak zainteresowanie wyraziło tylko 11 z nich. Dlatego też, w trybie awaryjnym dokooptowano 4 drużyny węgierskie: Diósgyőri VTK, Tatabányai Bányász SC, Szeged LC i Rákóczi FC. Zabieg ten nie przyniósł jednak spodziewanych rezultatów - po raz kolejny nie udało się przyciągnąć kibiców, co spowodowało zawieszenie rozgrywek na następnych 20 lat. W rozegranym 31 maja 1978 na zabrzańskim stadionie finale, tamtejszy Górnik (który notabene miesiąc wcześniej został zdegradowany do II ligi) pokonał Zagłębie Sosnowiec 2:0 (2:0). Ze względu jednak na nieoficjalny charakter tej edycji Pucharu Ligi, jego zdobywca nie figuruje w statystykach PZPN.

### Puchar Ligi Polskiej
Reaktywacja rozgrywek ligowego pucharu pod nazwą Pucharu Ligi Polskiej nastąpiła w sezonie 1999/2000 z inicjatywy Zbigniewa Bońka i Ryszarda Raczkowskiego. W celu nadania rozgrywkom wysokiej rangi ustalone zostały duże premie finansowe za przejście każdej rundy, a zwycięzca zarobił łącznie 1,3 mln złotych. W finale spotkały się dwie drużyny warszawskie - Polonia i Legia. Po emocjonującym meczu wygrały Czarne Koszule.
W sezonie 2000/2001 po raz pierwszy w Pucharze Ligi Polskiej wystartowały również zespoły drugoligowe. Dopuszczenie zespołów z niższej klasy okazało się dobrym pociągnięciem, gdyż drugoligowcy otrzymali szansę konfrontacji z teoretycznie silniejszymi przeciwnikami. W finałowym dwumeczu spotkały się jednak dwie drużyny z ekstraklasy - Wisła Kraków i Zagłębie Lubin, jednak już wynik pierwszego spotkania finałowego zdecydował, że Puchar powędrował do drużyny Mistrza Polski - Białej Gwiazdy.
Edycja z sezonu 2001/2002 odbyła się na takich samych zasadach jak poprzednia, czyli z udziałem klubów II ligi oraz meczem i rewanżem w finale, w którym spotkały się dwie najlepsze w tym czasie polskie drużyny: Legia Warszawa i Wisła Kraków. W finałowym dwumeczu lepsza okazała się drużyna stołeczna. Była to ostatnia edycja Pucharu, gdyż PZPN zrezygnował z organizowania kolejnych turniejów.

### Puchar Ekstraklasy.
Po 5-letniej przerwie, spowodowanej brakiem zainteresowania organizacją tych rozgrywek ze strony futbolowej centrali, ligowy puchar ponownie znalazł się w krajowym kalendarzu piłkarskim, dzięki staraniom Ekstraklasy S.A. Podmiot ten postawił sobie za cel nie tylko wskrzeszenie go, ale również nadanie mu odpowiedniego prestiżu. Toteż niezbędnym stało się zmienienie jego formuły i od sezonu 2006/2007 funkcjonował on pod nazwą Puchar Ekstraklasy. Podobnie jak w pierwszej edycji Pucharu Ligi Polskiej w inauguracyjnym sezonie wystąpiło w nim wyłącznie 16 klubów pierwszoligowych, podzielonych na cztery 4-zespołowe grupy. Do finału awansowały dwie czołowe wówczas rodzime drużyny, które dwa tygodnie wcześniej zapewniły sobie start w europucharach. Mimo starań organizatora rozgrywki nie cieszyły się uznaniem zarówno samych klubów, jak i kibiców. W latach 2006–2009 rozegrano trzy edycje tych rozgrywek, po czym zaprzestano organizowania kolejnych.

## Format
Format rozgrywek był wiele razy zmieniany. W rozgrywkach uczestniczyli kluby występujące na pierwszym, rzadziej na drugim poziomie rozgrywkowym. We wszystkich rywalizacjach od pierwszej rundy do finału o zwycięstwie decydowała suma dwóch meczów lub pojedynczy mecz. Zwycięzca kwalifikował się do dalszych gier, a pokonany odpadał z rywalizacji. W wypadku kiedy w regulaminowym czasie gry padł remis zarządzana była dogrywka, a jeśli i ona nie przyniosła rozstrzygnięcia, to dyktowane były rzuty karne. Liczba rund w edycjach była różna. 

## Zwycięzcy i finaliści
| Sezon                             | K         | K                                          | T | Zwycięzca                        | Wynik     | Finalista             | Data, miejsce                                          | Br. | Król strzelców | Uwagi                        |
| Puchar Zlotu Młodych Przodowników |           |                                            |   |                                  |           |                       |                                                        |     |                |                              |
| 1952                              |           |                                            | 1 | Wawel Kraków                     | 5:1 (2:0) | Cracovia              | 20.07.1952, Stadion Wojska Polskiego, Warszawa, 50.000 |     |                | 12 klubów w 2gr. +finały     |
| 1953–1976                         |           |                                            |   |                                  |           |                       |                                                        |     |                | nie rozgrywano               |
| Puchar Ligi                       |           |                                            |   |                                  |           |                       |                                                        |     |                |                              |
| 1977                              |           |                                            | 1 | Odra Opole                       | 3:1 (2:0) | Widzew Łódź           | 18.06.1977, Stadion Miejski, Częstochowa, 12.000       | 6   | Wojciech Tyc   | 16 klubów w 4gr.+ faza puch. |
| 1978                              |           |                                            | 1 | Górnik Zabrze                    | 2:0 (2:0) | Zagłębie Sosnowiec    | 31.05.1978, Stadion Górnika, Zabrze                    |     |                | 16 klubów w 4gr.+ faza puch. |
| 1979–1999                         |           |                                            |   |                                  |           |                       |                                                        |     |                | nie rozgrywano               |
| Puchar Ligi Polskiej              |           |                                            |   |                                  |           |                       |                                                        |     |                |                              |
| 1999/2000                         |           |                                            | 1 | Polonia Warszawa                 | 2:1 (1:1) | Legia Warszawa        | 25.04.2000, Stadion Wojska Polskiego, Warszawa         |     |                | 16 klubów, 4 rundy           |
| 2000/2001                         |           |                                            | 1 | Wisła Kraków                     | 3:0 (2:0) | Zagłębie Lubin        | 26.05.2001, Stadion GOS-u, Lubin, 1.000                |     |                | 32 kluby, 7 rund             |
| 2000/2001                         | 1:2 (0:1) | 3.06.2001, Stadion Miejski, Kraków, 5.000  | 1 | Wisła Kraków                     |           | Zagłębie Lubin        |                                                        |     |                | 32 kluby, 7 rund             |
| 2001/2002                         |           |                                            | 1 | Legia Warszawa                   | 3:0 (1:0) | Wisła Kraków          | 22.05.2002, Stadion Wojska Polskiego, Warszawa, 8.000  |     |                | 36 klubów, 7 rund            |
| 2001/2002                         | 1:2 (0:1) | 26.05.2002, Stadion Miejski, Kraków, 7.000 | 1 | Legia Warszawa                   |           | Wisła Kraków          |                                                        |     |                | 36 klubów, 7 rund            |
| 2003–2006                         |           |                                            |   |                                  |           |                       |                                                        |     |                | nie rozgrywano               |
| Puchar Ekstraklasy                |           |                                            |   |                                  |           |                       |                                                        |     |                |                              |
| 2006/2007                         |           |                                            | 1 | Dyskobolia Grodzisk Wielkopolski | 1:0 (1:0) | GKS Bełchatów         | 10.06.2007, Stadion BOT GKS Bełchatów, Bełchatów       |     |                | 16 klubów w 4gr.+ faza puch. |
| 2007/2008                         |           |                                            | 2 | Dyskobolia Grodzisk Wielkopolski | 4:1 (3:0) | Legia Warszawa        | 17.05.2008, Stadion Dyskobolii, Grodzisk Wielkopolski  |     |                | 16 klubów w 4gr.+ faza puch. |
| 2008/2009                         |           |                                            | 1 | Śląsk Wrocław                    | 1:0 (1:0) | Odra Wodzisław Śląski | 13.05.2009, Stadion Odry, Wodzisław Śląski             |     |                | 16 klubów w 4gr.+ faza puch. |

Uwagi:

- wytłuszczono i kursywą oznaczone zespoły, które w tym samym roku wywalczyły mistrzostwo i Puchar kraju (dublet),
- wytłuszczono zespoły, które zdobyły mistrzostwo kraju,
- kursywą oznaczone zespoły, które zdobyły Puchar kraju.

## Statystyka

### Klasyfikacja według klubów
W dotychczasowej historii finałów o Puchar Ligi Polskiej na podium oficjalnie stawało w sumie 14 drużyn. Liderem klasyfikacji jest Dyskobolia Grodzisk Wielkopolski, która zdobyła trofeum 2 razy.
Stan na 17.04.2023
| Lp. | Klub                  | Zdobywca | Finalista                        | Zwycięskie sezony | Przegrane finały |   |   |                  |  |
| --- | --------------------- | -------- | -------------------------------- | ----------------- | ---------------- | - | - | ---------------- |  |
| Lp. | Klub                  | 1.       | Dyskobolia Grodzisk Wielkopolski | Zwycięskie sezony | Przegrane finały | 2 | 0 | 2006/07, 2007/08 |  |
| 2.  | Legia Warszawa        | 1        | 2                                | 2001/02           | 1999/00, 2007/08 |   |   |                  |  |
| 3.  | Wisła Kraków          | 1        | 1                                | 2000/01           | 2001/02          |   |   |                  |  |
| 4.  | Odra Opole            | 1        | 0                                | 1977              |                  |   |   |                  |  |
| 4.  | Górnik Zabrze         | 1        | 0                                | 1978              |                  |   |   |                  |  |
| 4.  | Polonia Warszawa      | 1        | 0                                | 1999/00           |                  |   |   |                  |  |
| 4.  | Śląsk Wrocław         | 1        | 0                                | 2008/09           |                  |   |   |                  |  |
| 4.  | Wawel Kraków          | 1        | 0                                | 1952              |                  |   |   |                  |  |
| 9.  | Cracovia              | 0        | 1                                |                   | 1952             |   |   |                  |  |
| 9.  | GKS Bełchatów         | 0        | 1                                |                   | 2006/07          |   |   |                  |  |
| 9.  | Odra Wodzisław Śląski | 0        | 1                                |                   | 2008/09          |   |   |                  |  |
| 9.  | Zagłębie Sosnowiec    | 0        | 1                                |                   | 1978             |   |   |                  |  |
| 9.  | Widzew Łódź           | 0        | 1                                |                   | 1977             |   |   |                  |  |
| 9.  | Zagłębie Lubin        | 0        | 1                                |                   | 2000/01          |   |   |                  |  |

### Klasyfikacja według miast
Stan na 17.04.2023
| Miasto                | Liczba tytułów | Kluby                                    |
| --------------------- | -------------- | ---------------------------------------- |
| Grodzisk Wielkopolski | 2              | Dyskobolia Grodzisk Wielkopolski (2)     |
| Kraków                | 2              | Wisła Kraków (1), Wawel Kraków (1)       |
| Warszawa              | 2              | Legia Warszawa (1), Polonia Warszawa (1) |
| Opole                 | 1              | Odra Opole (1)                           |
| Wrocław               | 1              | Śląsk Wrocław (1)                        |
| Zabrze                | 1              | Górnik Zabrze (1)                        |